# Etwas Lebendiges für den lahmen Peter (Geschichte)
Etwas Lebendiges für den lahmen Peter (schwedisch Nånting levande åt Lame-Kal, auch Julklappen) ist eine Geschichte von Astrid Lindgren.

## Handlung
Es ist eine Woche vor Heiligabend. Annastina und ihre kleine Schwester Stummelchen warten sehnsüchtig darauf, dass die Katze Schnorrchen ihre Jungen bekommt. Sie lieben Katzen. Nur der sechzehnjährige Lahm Peter, der oben im Dachgeschoss lebt, mag Katzen noch lieber als die beiden. Peter ist als kleines Kind erkrankt und hat seitdem lahme Beine. Annastina und Stummelchen besuchen Peter häufig, um ihn aufzumuntern, während dessen Mutter Putzen geht. Zu Weihnachten wünscht Peter sich nichts sehnlicher als etwas Lebendiges, ein Tier, aber er hat sich das schon so oft gewünscht und nie eines erhalten. Daher hat er die Hoffnung fast schon aufgegeben. Kurz darauf bekommt Schnorrchen ihre Jungen, die Sadrach, Mesach und Abednego genannt werden.
Da Peters Mutter auch am Heiligabend putzen gehen muss, ist Peter selbst an diesem Abend alleine. Da kommen Annastina und Stummelchen ins Zimmer und im Korb tragen sie das Kätzchen Sadrach. Diese schenken sie Peter. Dieser ist überglücklich und wird nie wieder einsam sein.
Annastinas und Stummelchens Mutter erklärt den Mädchen, dass sie nicht so viele Katzen haben können, wie sie wollen. Wenig später werden Mesach und Abednego von den Mädchen begraben.

## Hintergrund
Eine ähnliche Geschichte veröffentlichte Astrid Lindgren bereits 1940 in der Zeitschrift Mors hyllning. Die Geschichte trägt den Titel Också en Morsdagsgava (Auch ein Muttertagsgeschenk). Hier wollen die Schwestern Annastina und Lillstumpan ihrer Mutter eine kleine Katze zum Muttertag schenken. Sie schenken ihr später das Kätzchen Ab-nego. Peter kommt in der Geschichte gar nicht vor. Die Geschichte wurde illustriert von Paul Jönsson.
1947 schrieb Lindgren Också en Morsdagsgava zu einer Weihnachtsgeschichte um. Unter dem Titel Julklappen erschien die Erzählung über den lahmen Peter in der Zeitschrift Putte och Liliputt. Illustriert wurde sie von Lucie Lundberg.
1950 wurde die Geschichte in der Kurzgeschichtensammlung Kajsa Kavat (1952, deutsch Sammelaugust und andere Kinder) veröffentlicht.
Später las Astrid Lindgren selbst das schwedischsprachige Hörbuch zur Geschichte.
Im schwedischen Original heißt Stummelchen Lillstumpan. Die Namen der drei Katzenjungen Sadrach, Mesach und Abednego (schwedisch: Sadrak, Mesak und Ab-nego) stammen aus dem Alten Testament.
Karl Kurt Peters übersetzte die Geschichte ins Deutsche.

## Verfilmung
Magnus Nanne drehte im Jahr 1988 die gleichnamige Verfilmung zu der Geschichte.

## In Deutschland veröffentlicht in
- Sammelaugust und andere Kinder, 1952, Verlag Friedrich Oetinger, Hamburg, illustriert von Ingrid Vang Nyman, ins Deutsche übersetzt von Karl Kurt Peters
- Astrid Lindgren erzählt, 1971, Verlag Friedrich Oetinger, Hamburg, illustriert von Margret Rettich, ins Deutsche übersetzt von Karl Kurt Peters
- Erzählungen, 1990, Verlag Friedrich Oetinger, Hamburg, illustriert von Ilon Wikland, ins Deutsche übersetzt von Karl Kurt Peters
- Die Puppe Mirabell und andere Geschichten, 2006, Verlag Friedrich Oetinger, Hamburg, illustriert von Ilon Wikland, ins Deutsche übersetzt von Karl Kurt Peters
- Erzählungen und Märchen, 2007, Verlag Friedrich Oetinger, Hamburg, illustriert von Ilon Wikland, ins Deutsche übersetzt von Karl Kurt Peters